# Луїс Бінкс
Луїс Бінкс (англ. Luis Binks, нар. 2 вересня 2001, Джиллінгем) — англійський футболіст, центральний захисник італійської «Болоньї». На правах оренди грає за «Комо».
Грав за юнацькі збірні Англії.

## Клубна кар'єра
Народився 2 вересня 2001 року в Джиллінгемі. Вихованець футбольної школи клубу «Тоттенгем Готспур».
У лютому 2020 року юний захисник залишив англійський клуб і уклав професійний контракт з «Монреаль Імпакт», представником Канади в MLS.
У складі канадців дебютував у дорослому футболі, а вже влітку того ж року перейшов до італійської «Болоньї», ставши першим англійським легіонером у на той час понад 110-річній історії клубу. Сезон 2020 року дограв за «Монреаль» на умовах оренди, після чого перебрався до Італії.
По ходу сезону 2021/22 взяв участь у 15 іграх Серії A, після чого влітку 2022 перейшов на правах оренди до друголігового «Комо».

## Виступи за збірні
2017 року дебютував у складі юнацької збірної Англії (U-16). За юнацькі команди Англії різних вікових категорій грав до 2019 року, загалом взявши участь у 20 іграх у їх складі.
2018 року також провів три гри за юнацьку збірну Шотландії (U-18), грати за яку мав право через шотландське походження свого дідуся.